# Nkolafamba
Nkolafamba es una comuna camerunesa perteneciente al departamento de Méfou-et-Afamba de la región del Centro.
En 2005 tiene 14 494 habitantes, de los que 368 viven en la capital comunal homónima.
Se ubica sobre la carretera N10, unos 10 km al este de la capital nacional Yaundé.

## Localidades
Comprende, además de Nkolafamba, las siguientes localidades:
| - Abanga - Abombo - Afan - Akam - Anyoungom I - Atoassi - Bitotol - Dzouzok - Ebolmedzom - Efandi - Ekom I | - Ekom II - Ekoum-Eyen - Eyo - Lada I - Lada II - Mbaka'a - Mebang - Mebou - Mehandan I - Meven - Mindzié | - Ndibessong - Ngalan - Ngang I - Ngang II - Nkil - Nkolbikogo - Nkolmeyang I - Nkolmeyang II - Nkolmeyang III - Nkolngoe - Nkolo I | - Nkolo II - Nkolo III - Nkombaassi - Nkomessebe - Nkong Melen - Nkoulou - Nlobisson II - Nsazomo - Obom - Zok I - Zok II |